# Provinz Attapeu
Attapeu (Lao ແຂວງອັດຕະປື, Aussprache: [kʰwɛːŋ âtːapɯː]) ist eine Provinz (Khwaeng) im Südosten von Laos. Sie grenzt an Vietnam und Kambodscha. Die Einwohnerzahl beträgt 160.000 (Stand: 2020).
Attapeu ist eine der entlegensten Provinzen Laos. Erst seit Mitte der 1990er Jahre gibt es zuverlässige Verkehrs- und Kommunikationsverbindungen mit dem Rest des Landes. Im Vergleich zur restlichen Bevölkerung Laos ist die von Attapeu relativ arm. Etwa 30 % der Bevölkerung lebt in abgelegenen Bergregionen, wo chronische Nahrungsmittelknappheit herrscht. Die restlichen 70 % leben in den Niederungen und den Flusstälern. In der ganzen Provinz gibt es nur ein Krankenhaus, das Attapeu Province Hospital. In der Provinz leben viele unterschiedliche ethnische Minderheiten. Durch die Provinz fließt der Fluss Xe Kong, der im Südwesten zum Grenzfluss zu Kambodscha wird.

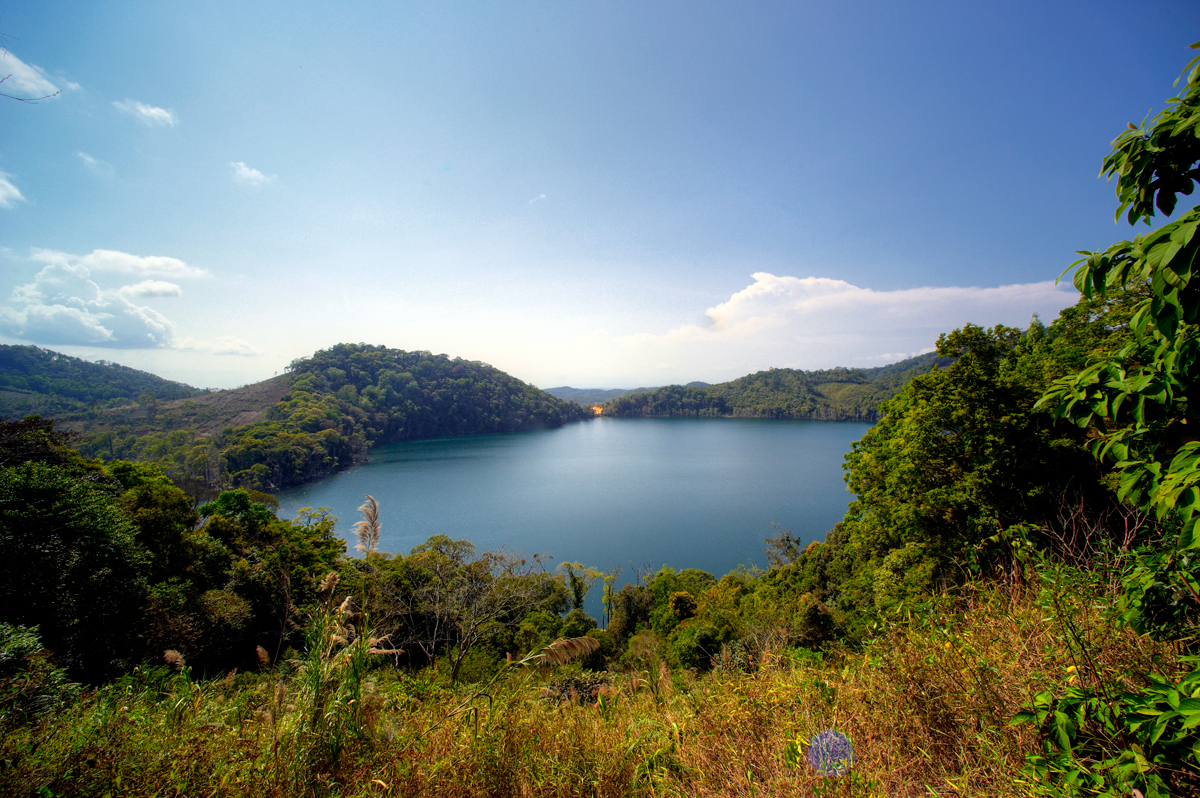
Nong Fa Lake (Blauer See), See in einem Vulkankrater, Distrikt Sanxay

## Administrative Unterteilung
Die Provinz ist in fünf Distrikte (ເມືອງ – [mɯaŋ]) eingeteilt:
| Code  | Name Muang  | Lao     | Distrikte Attapeus |
| 17-01 | Xaysetha    | ໄຊເສດຖາ | Distrikte Attapeus |
| 17-02 | Samakkhixay | ສາມັກຄີໄຊ | Distrikte Attapeus |
| 17-03 | Sanamxay    | ສະໜາມໄຊ | Distrikte Attapeus |
| 17-04 | Sanxay      | ສານໄຊ   | Distrikte Attapeus |
| 17-05 | Phouvong    | ພູວົງ     | Distrikte Attapeus |

Im Distrikt Samakkhixay befindet sich die Provinzhauptstadt Attapeu.
Im Distrikt Sanamxay brach im Juli 2018 der Staudamm eines im Bau befindlichen Wasserkraftwerks.

## Nationalstraßen
Die Provinz wird durch die laotischen Nationalstraßen 11 und 18 erschlossen. Von der Stadt Attapeu führt die Nationalstraße 11 in Richtung Norden zur Provinz Sekong und wird in Sekong zur Nationalstraße 16, in Richtung Osten führt sie durch das Nationale Naturschutzgebiet Dong Amphan zur vietnamesischen Grenze. Die Nationalstraße 18 führt in Richtung Westen zur Nationalstraße 13.